# Krassimira Stoyanova

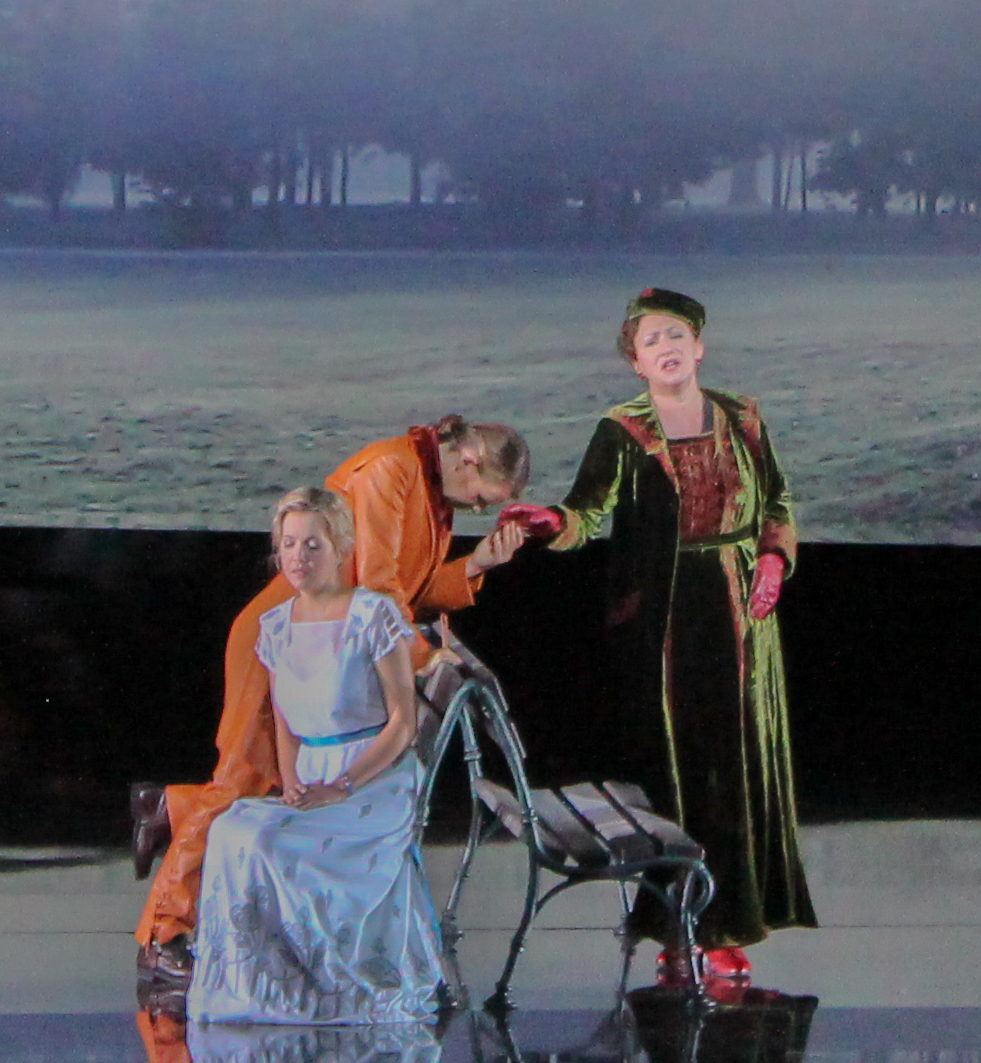
Krasimira Stoyanova (a la derecha) en la ópera "El caballero de la rosa", Festival de Salzburgo, año 2014.

Krassimira Stoyanova ( Veliko Tarnovo, Bulgaria, 16 de agosto de 1962) es una soprano búlgara de relevancia internacional, especializada como soprano Spinto

## Biografía
Inicialmente cursó estudios de violín, pasando a estudiar canto en la Academia de Plovdiv, en su país natal. Debutó como Micaela en Carmen en 1995 en la Opera de Sofía y en Viena como la Condesa en Las bodas de Fígaro en 1998.
Su repertorio está centrado en Verdi, Puccini, Donizetti, Gounod y el repertorio eslavo.
Su salto a la escena internacional se produjo con La Juive., debutó en el Metropolitan Opera House como Violetta en La Traviata y en el Teatro Colón de Buenos Aires como Nedda en I Pagliacci en 1999. 
Actúa regularmente en la Opera del Estado de Viena, Múnich, París, Londres, Zúrich, Deutsche Oper Berlin, Hamburgo, San Diego, Chicago, y el Liceo de Barcelona.
En 2009 fue condecorada como Kammersänger de la Ópera de Viena.
Debutó como la Mariscala de El caballero de la rosa en el Festival de Salzburgo en 2014 y como solista del Réquiem de Verdi con Riccardo Muti, parte que ha grabado en Dresde con Christian Thielemann.
En 2019 tiene previsto su debut en el Festival de Bayreuth interpretando a Elsa en Lohengrin bajo la batuta de Christian Thielemann.

## Grabaciones
- Debut recital Palpiti d'amor Friedrich Haider. Orfeo.[7]
- Slavic Opera Arias – Chaikovski, Borodin, Dvorak, Smetana, Rimski-Kórsakov. Orfeo
- Verdi Arias - Orfeo
- Verdi - Otello - José Cura - Liceo de Barcelona , DVD
- Verdi - Réquiem, con Marina Prudenskaya, Charles Castronovo y Georg Zeppenfeld, Sächsische Staatskapelle Dresden, Christian Thielemann, Hänssler.
- Tchaicovsky - Eugenio Onegin - Simon Keenlyside - Covent Garden - DVD